# Логвин Геннадій Борисович
Генна́дій Бори́сович Ло́гвин (25 серпня 1972 — 13 серпня 2015) — старший сержант Збройних сил України, учасник російсько-української війни.

## Життєпис
Народився 1972 року у місті Бориспіль, навчався в бориспільській ЗОШ № 1 № 1, згодом закінчив бориспільське ПТУ, здобув професію газозварювальника, працював за спеціальністю. Виготовлював ковані витвори мистецтва, ворота, плоти, підсвічники, металеві троянди. Також любив вирощувати живі квіти, куховарив.
Мобілізований 4 лютого 2015-го, старший сержант, кулеметник мотопіхотної роти 34-го окремого мотопіхотного батальйону 57-ї окремої мотопіхотної бригади.
13 серпня 2015 року зник безвісти під час виконання бойового завдання — після гранатометного обстрілу терористами. Тоді ж під час гранатометного обстрілу терористами загинув сержант Іван Юган.
30 листопада командир роти повідомив матері Логвина, що поблизу Зайцевого знайдено останки чоловіка (ймовірно, Геннадія), подальша експертиза ДНК це підтвердила.
15 лютого 2016-го похований у Борисполі.
Без сина лишилася мама.

## Нагороди та вшанування
За особисту мужність, сумлінне та бездоганне служіння Українському народові, зразкове виконання військового обов'язку відзначений — нагороджений
- орденом «За мужність» ІІІ ступеня (26.4.2016, посмертно)[1]